# Andrei Wladimirowitsch Romanow

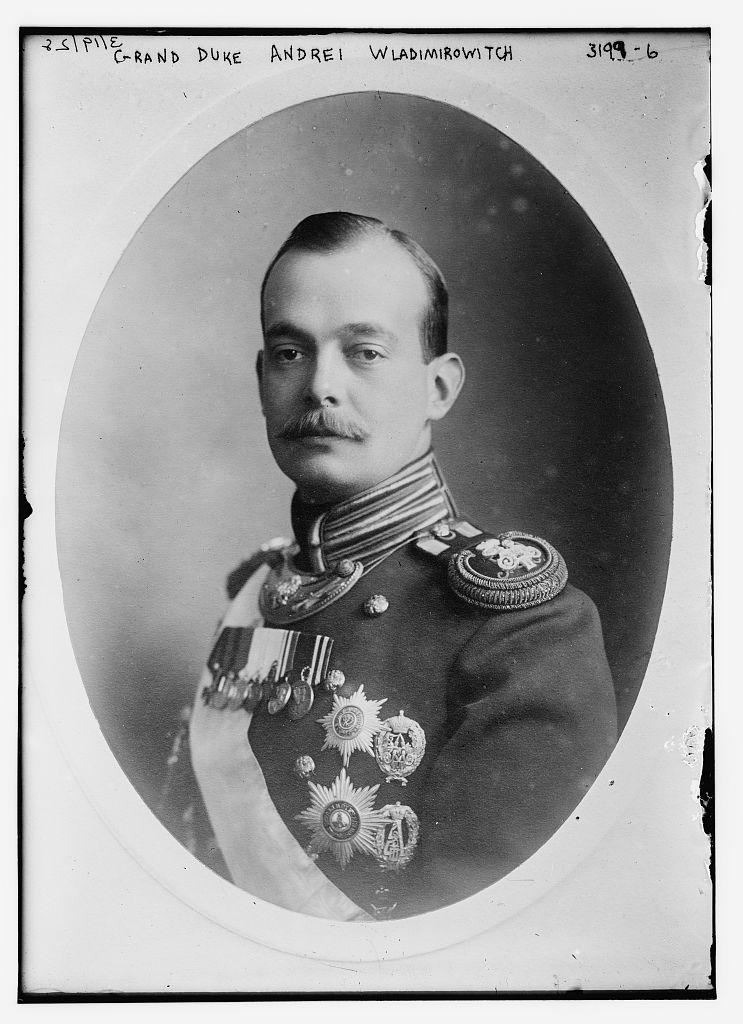
Großfürst Andrei Wladimirowitsch Romanow

Großfürst Andrei Wladimirowitsch Romanow (russisch Великий князь Андрей Владимирович Романов; * 2. Maijul. / 14. Mai 1879greg. in Zarskoje Selo; † 30. Oktober 1956 in Paris) war ein Mitglied des Hauses Romanow-Holstein-Gottorp.

## Leben
Andrei war der vierte Sohn von Großfürst Wladimir Alexandrowitsch Romanow (1847–1909) und seiner Gattin Maria Pawlowna (1854–1920), Tochter des mecklenburgischen Großherzogs Friedrich Franz II. und seiner ersten Ehefrau Prinzessin Auguste Reuß zu Schleiz-Köstritz.
Die Familie der verwitweten Maria Pawlowna, Tante des letzten russischen Zaren Nikolaus II., ereilte die Revolution in Kislowodsk im Kaukasus, wo sie auf deren Sommersitz unter Hausarrest standen. Am 13. Februar 1920 flüchtete sie mit ihren Söhnen Boris, Andrei, sowie deren Geliebten an Bord eines italienischen Schiffes Richtung Venedig. Sein älterer Bruder, Kyrill Wladimirowitsch emigrierte mit seiner Frau Viktoria Fjodorowna und seinen beiden Töchtern Maria und Kira über eine nördliche Route nach Finnland.
Im Jahre 1921 heiratete Andrei Wladimirowitsch Romanow seine langjährige Geliebte, eine russische Ballerina, Matilda Felixowna Kschessinskaja (1872–1971). Er behauptete auch der Vater von Mathildes Sohn, Wladimir Romanowsky-Krassinsky (1902–1974), zu sein. Mathilde hatte vor Jahren ein Liebesverhältnis mit dem Zaren Nikolaus II. und Sergei Michailowitsch Romanow.

## Erwähnenswertes
- Andrei lebte mit seiner Familie in Paris und war eines der wenigen Mitglieder der Familie Romanow, die die Ansprüche von Anna Anderson glaubten und ihr finanzielle Unterstützung anboten.